# Albert Muth
Albert Muth (* 2. Januar 1848 in Linkenheim; † 9. Februar 1922 in Freiburg im Breisgau) war ein deutscher Verwaltungsbeamter.

## Leben
Albert Muth, Sohn eines Pfarrers, studierte nach dem Besuch des Lyzeums in Karlsruhe von 1866 bis 1870 Rechtswissenschaften an der Albert-Ludwigs-Universität Freiburg und der Ruprecht-Karls-Universität Heidelberg. 1867 wurde er Mitglied des Corps Rhenania Freiburg. 1872 legte er die 1. und 1874 die 2. Staatsprüfung ab. Von 1874 bis 1877 war er Gehilfe beim Bezirksamt Waldshut und Dienstverwalter bei den Bezirksämtern Ettenheim, Oberkirch, Staufen, Sankt Blasien und Überlingen. 1882 wurde er Amtmann beim Bezirksamt Bruchsal. 1882 wurde er zum Amtsvorstand des Bezirksamts Schönau ernannt und 1884 zum Oberamtmann befördert. Im gleichen Jahr wechselte er als Amtsvorstand zum Bezirksamt Buchen. 1885 wechselte er als Oberamtmann und zweiter Beamter zum Bezirksamt Freiburg. 1888 wurde er Amtsvorstand des Bezirksamts Donaueschingen, 1891 Amtsvorstand des Bezirksamts Rastatt und 1899 Amtsvorstand des Bezirksamts Freiburg. In Folge des Ausbruchs des Ersten Weltkriegs wurde er 1914 nicht pensioniert, sondern führte das Amt bis 1919 weiter. Seit 1917 war er darüber hinaus stellvertretender Landeskommissär in Freiburg. Von März bis Juli oblag ihm die Führung der Geschäfte des Landeskommissärs des Landeskommissärbezirks Freiburg. Anschließend trat er in den Ruhestand ein.

## Auszeichnungen
- Ernennung zum Geheimen Regierungsrat, 1896
- Ernennung zum Geheimen Oberregierungsrat, 1910
- Ritterkreuz 1. Klasse des Ordens vom Zähringer Löwen, 1889
- Eichenlaub zum Ritterkreuz 1. Klasse des Ordens vom Zähringer Löwen, 1904
- Kommandeurkreuz 2. Klasse des Ordens vom Zähringer Löwen, 1914
- Roter Adlerorden 3. Klasse, 1895
- Ritterkreuz des Ordens Berthold des Ersten, 1906
- Kommandeurkreuz des Ordens der Krone von Rumänien, 1907
- Friedrich-Luisen-Medaille, 1912
- Verdienstorden vom Heiligen Michael 2. Klasse, 1915
- Kriegsverdienstkreuz (Baden), 1916
- Verdienstkreuz für Kriegshilfe (Preußen), 1917